# Arbejdets ære
Arbejdets ære er en skulptur på Möllevångstorget i Malmø.
Arbejdets ære blev skabt i 1929 af den svenske billedhugger Axel Ebbe i bronze og granit og blev afsløret i 1931.
Den forestiller en gruppe nøgne personer som løfter en granitblok.,
På granitblokken kan man se et bronzerelief af Malmøs skyline fra den tid, med blandt andet fabriksskorstene.
Den oprindelige granitblok var for lille, og kunstneren måtte bestille en større der viste sig at være for stor, så han måtte hugge den ned til den nuværende størrelse.
Hvor på torvet statuen skulle stå, blev bestemt efter at man havde flyttet rundt på en replika i træ.